# Tipula topoensis
Tipula topoensis är en tvåvingeart som beskrevs av Alexander 1951. Tipula topoensis ingår i släktet Tipula och familjen storharkrankar. Inga underarter finns listade i Catalogue of Life.